# Encoptarthria
Encoptarthria là một chi nhện trong họ Gnaphosidae.

## Các loài
- Encoptarthria echemophthalma (Simon, 1908)
- Encoptarthria grisea (L. Koch, 1873)
- Encoptarthria penicillata (Simon, 1908)
- Encoptarthria perpusilla (Simon, 1908)
- Encoptarthria vestigator (Simon, 1908)